# Zajednička vanjska i sigurnosna politika
Zajednička vanjska i sigurnosna politika (eng. Common Foreign and Security Policy), ustanovljena je Ugovorom o Europskoj uniji kao nastavak prijašnje europske političke suradnje. Ona pruža okvir za zajedničku politiku obrane, koja bi u budućnosti mogla postati zajedničkom obranom. Sve odluke zajedničke vanjske i sigurnosne politike moraju se donijeti jednoglasno u Vijeću Europske unije.